# Avenue du Parc-Saint-James
Pour les articles homonymes, voir Avenue du Parc.
L’ avenue du Parc-Saint-James est une voie de la commune de Neuilly-sur-Seine (département des Hauts-de-Seine).

## Situation et accès

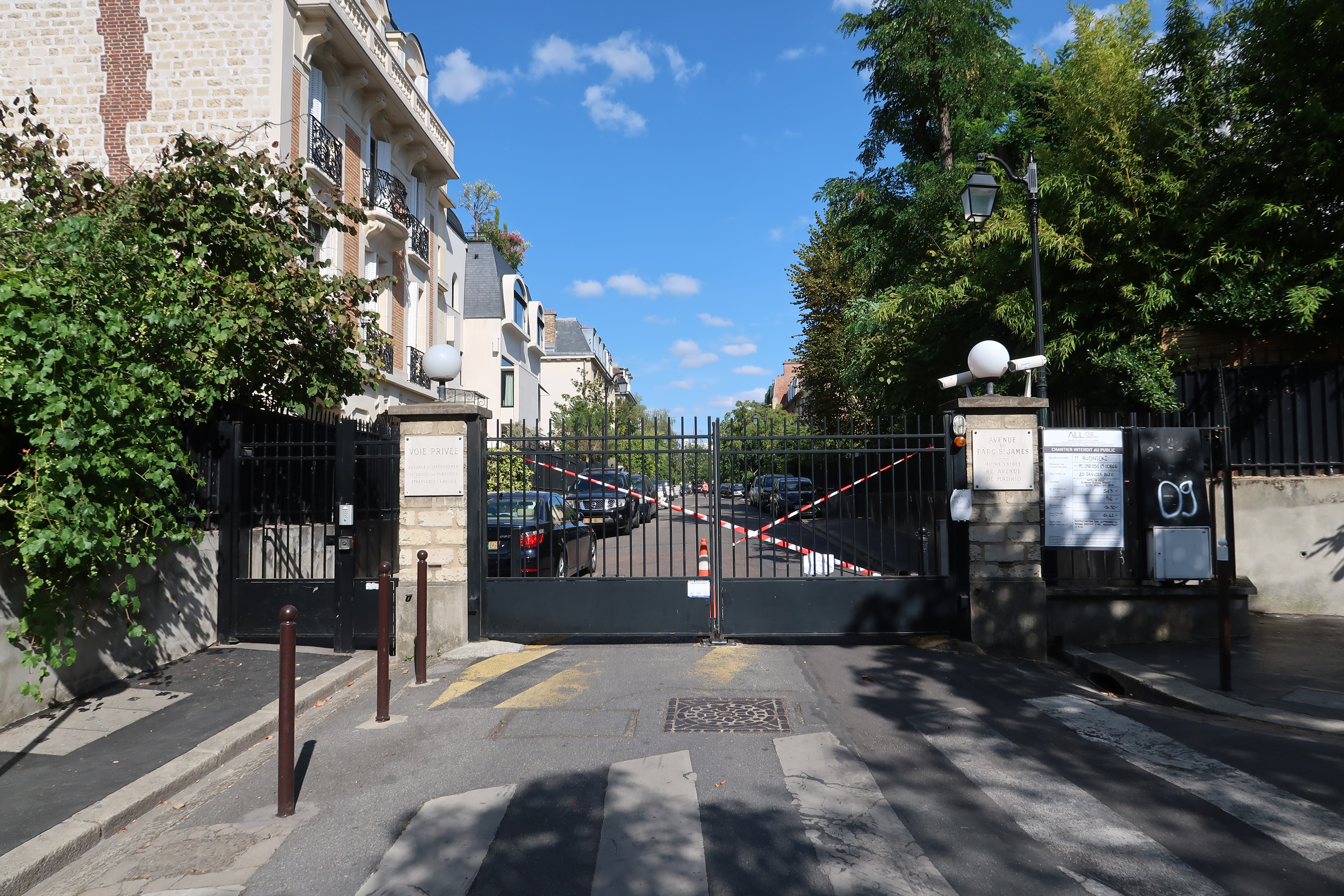
Entrée côté rue Alexandre-Bertereau.

Située dans le quartier Saint-James, l’avenue du Parc-Saint-James débute avenue de Madrid et finit rue Alexandre-Bertereau.
Il s'agit d'une voie privée.
Le quartier est desservi par la ligne 1, à la station Pont de Neuilly.

## Origine du nom
L’avenue doit son nom au parc de la Folie Saint-James voisin.
Le parc de la Folie Saint-James est un exemple de l'art paysager français de la fin du XVIIIe siècle, pensé et créé par François-Joseph Bélanger.
En 1952, l’État s’en rend acquéreur. Aujourd’hui il est réduit à seulement 1,8 hectares.
Sa rénovation commence en 2006. En 2009, il devient le vingtième parc départemental des Haut-de-Seine. En 2016, après 15 mois de travaux, le parc est inauguré et est désormais accessible au public.

## Historique
L'avenue du Parc-Saint-James fait à l'origine partie du grand ensemble imaginé par les architectes Jean-Baptiste Chaussard et François-Joseph Bélanger pour le compte du richissime Claude Baudard de Saint-James, trésorier général des Colonies. À l'époque, le parc couvre 12 hectares en jardin à l’anglaise, avec une rivière qui serpente, agrémentée de ponts et cascades. À l’origine, le parc est peuplé de fabriques : un immense rocher, un temple, une grotte, un belvédère, une laiterie, des pavillons chinois et gothiques…
Au XIXe siècle, le parc est morcelé et les propriétaires s’y succèdent.
M. Lebel, propriétaire du parc en 1924, charge les architectes Émile Molinié, Charles Nicod et Albert Pouthier de dresser les plans d'un lotissement à vendre par lot. Il fait ouvrir une voie privée (avenue du Parc-Saint-James) et fait construire de hôtels particuliers, entre 1923 et 1925 pour la plupart, selon un cahier des charges rigoureux. Les architectes sont imposés aux acheteurs, de même que la valeur minimale des constructions, leur hauteur, les clôtures ; ni commerce ni industrie ne sont autorisés. Aux extrémités du lotissement, quelques constructions sont dues à d'autres architectes, dans l'avenue du Parc-Saint-James, au 22 construction de Marcel Ducroux en 1925, au 22 bis construction d'Henri Delormel en 1927, au 24 constructions de Raymond Fischer en 1936, au 3 construction d'Anthéaume en 1928 ; côté rue du Bois-de-Boulogne, au 24 bis, construction de Jacques Hermant en 1923 ; des modifications ont été faites et se portent essentiellement au niveau de la toiture pour la création d'un étage de comble ; il ne reste qu'une maison à graffite.

### Matériaux du gros-œuvre
Brique ; enduit ; pierre de taille.

### Matériaux de la couverture
Ardoise ; tuile mécanique ; zinc en couverture.

### Commentaire descriptif de l'édifice
Élévation, matériaux de façade, couverture sont différents, mais toutes les maisons sont construites à partir de 3 types ; 1er type avec 2 travées, ouvertures rectangulaires, bandeau de sgraffites sous l'auvent du toit ; 2e type avec 2 travées, grande fenêtre d'atelier sur 2 étages, 3e type à 3 travées.

### Liste complète des architectes
Fischer Raymond (architecte) ; Delormel Henri (architecte) ; Ponthier Albert (architecte) ; Molinié Émile (architecte) ; Nicod Charles (architecte) ; Anthéaume (architecte) ; Hermant Jacques (architecte) ; Ducroux Marcel (architecte).

## Bâtiments remarquables et lieux de mémoire

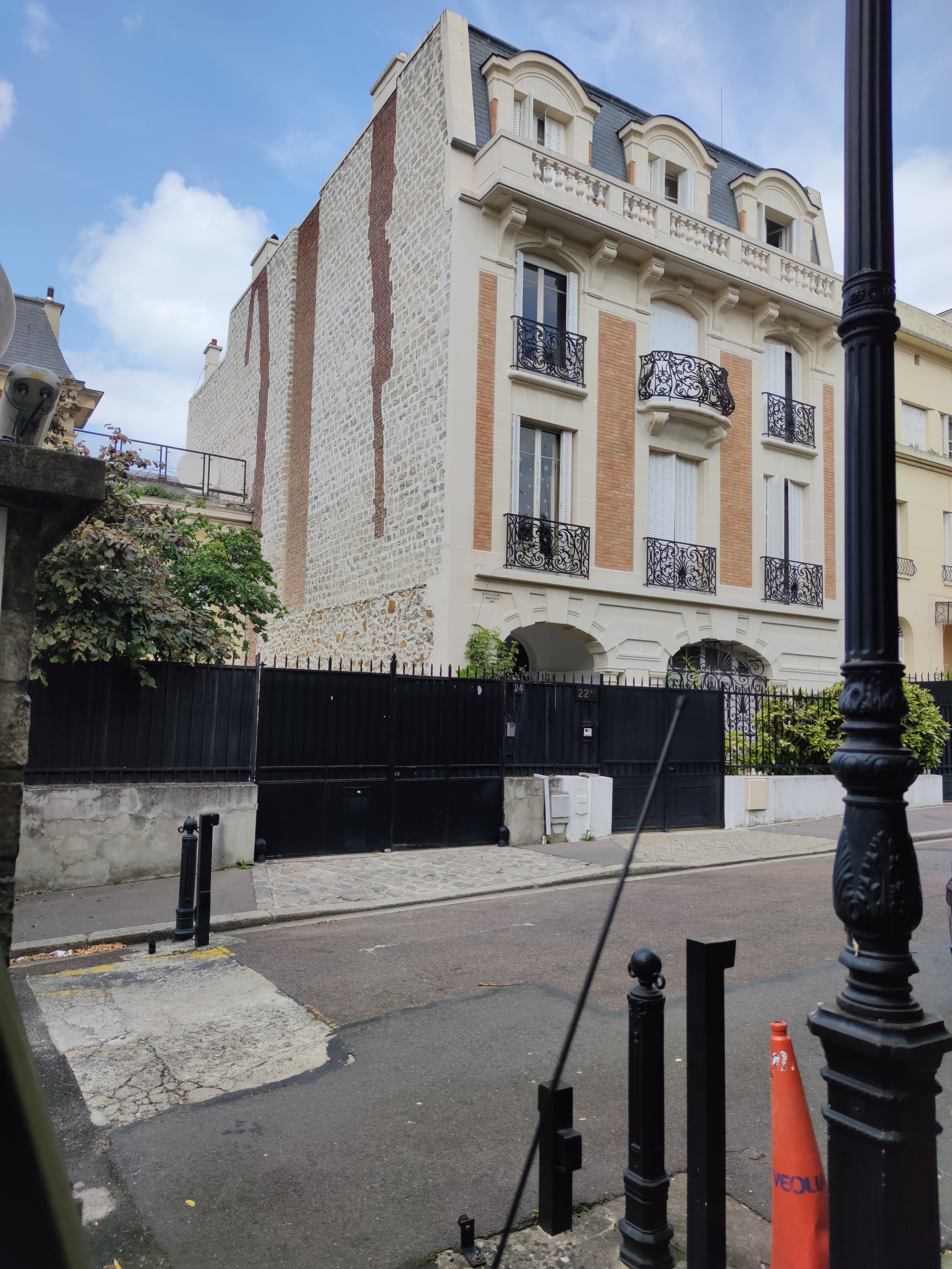
No 22 bis.

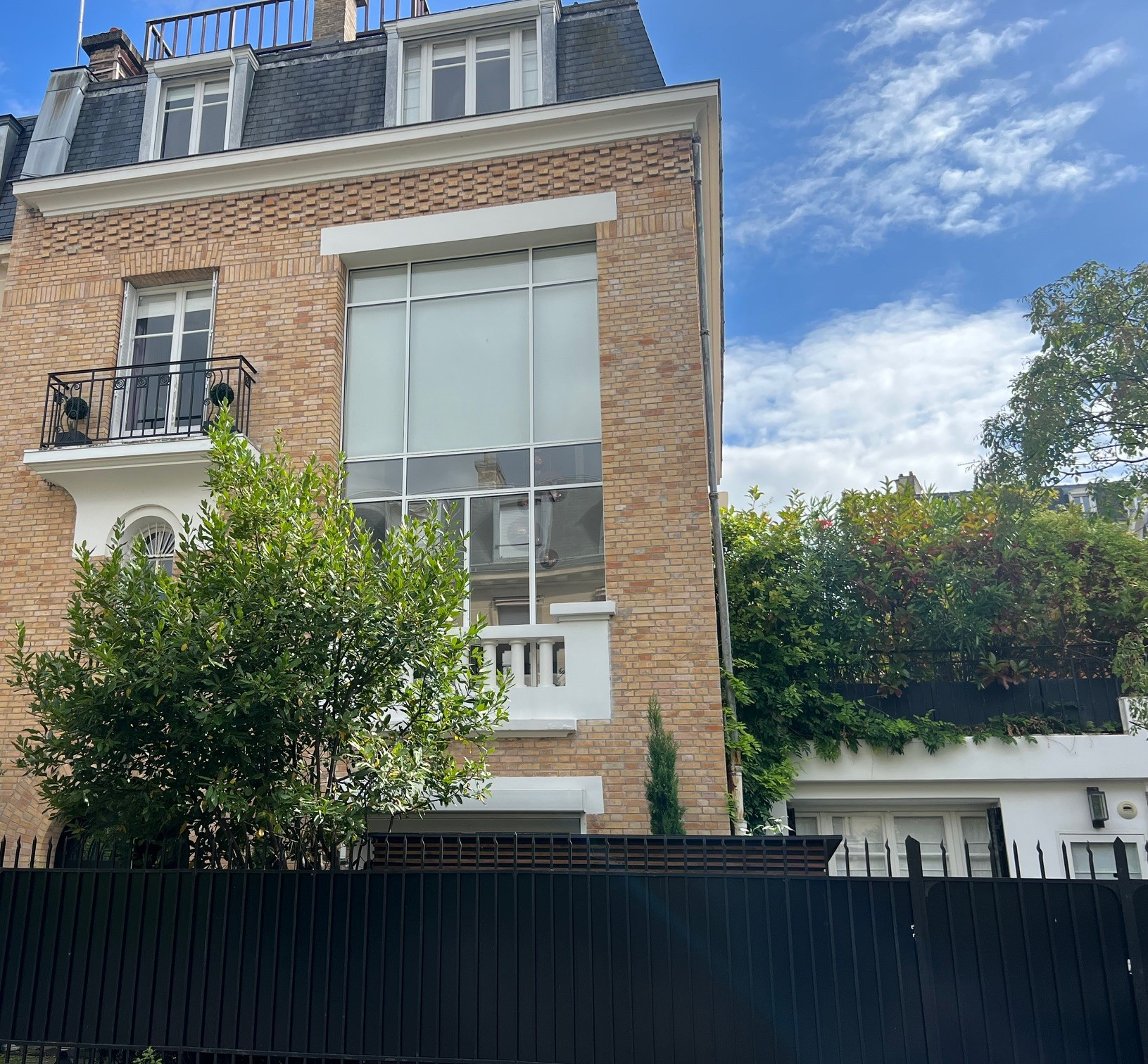
Hotel Particulier de Max Linder No 29.